# Кнастер, Бронислав
Бронислав Кнастер (22 мая 1893 — 3 ноября 1980) — польский математик, наиболее известен работами по общей топологии.

## Биография
Сын Людовика Кнастера.
В 1911—1914 годах изучал медицину и естественные науки в Париже.
С 1915 года изучал математику в Варшавском Университете.
В 1920 году вступил добровольцем в армию и служил в качестве солдата-врача во время советско-польской войны.
Защитил диссертацию в 1923 году в Варшавском Университете под руководством Стефана Мазуркевича; спустя два года защитил хабилитацию.
С 1939 года профессор университета во Львове.
Во время немецкой оккупации, наряду с другими учеными, в частности, Стефаном Банахом, ему пришлось служить подопытным материалом для вшей.
В 1945 году, после короткого пребывания в Кракове жил во Вроцлаве, где возглавил кафедру Вроцлавского университета и Политехнического института.
В годы 1937—1946 годах был секретарём Польского математического общества.
Начиная с 1945 года во Вроцлаве.
Один из основателей Colloquium Mathematicum, способствовал также восстановлению после войны Fundamenta Mathematicae и Studia Mathematica. 
Он был женат на актрисе Марии Морска.

## Научный вклад
- Построение псевдодуги — простейшего примера континуума, который наследственно несжимаем, то есть любой его подконтинуум не может быть представлен как объединение двух собственных подконтинуумов.
- Веер Кнастера — Куратовского
- Теорема Кнастера — Тарского

## Признание и память
- Орден Возрождения Польши (1955) [2]
- Крест Заслуги (1950) [3]